# Овеян, Арменуи Смбатовна
Арменуи Смбатовна Овеян, Арменуи Сумбатовна Оввян (1891, Тифлис — 4 ноября 1937, Сандармох, Карельская АССР) — русская армянская революционерка, член РСДРП с 1910 года. Советский партийный деятель. Делегат X съезда РКП(б). Жена Ю. П. Гавена. Репрессирована и расстреляна в 1937 году в Сандормохе.

## Биография
Родилась в 1891 году в Тифлисе в армянской семье. Отец Арменуи в молодости был сельским учителем в Нагорном Карабахе. Потом служил приказчиком на лесном складе промышленника Манташева. Старшие братья Шаварш и Арташес — социал-демократы. Шаварш учился на медицинском факультете в Одессе, а Арташес — в политехникуме. Младшая сестра Ануш училась в Петербурге на женских курсах. Все они давали уроки, чтобы заработать на жизнь. Младшие братья — Мушег и Эгише — учились в той самой школе, которой заведовала Елена Дмитриевна. С детства Арменуи и ее братья находились под влиянием братьев отца, видных гнчакистов (армянская социал-демократия). Один из них жил в эмиграции в Лондоне. Другой был участником революции в Персии. У него Арменуи забрала персидский паспорт, отдала его Сталину и тем самым помогла скрыться от охранки. С 1907 года училась на педагогических курсах в Одессе, с 1911 года работала учительницей в Тифлисе в школе Е. Д. Стасовой. Участвовала в её подпольной группе, член РСДРП с 1910 года. Квартира Арменуи на улице Орбелиани в доме 33 использовалась как конспиративная явка. Тут бывали Е. Д. Стасова, Ольга Швейцер, Сурен Спандарьян, другие революционеры. Здесь весною 1912 года скрывался Серго Орджоникидзе и Иосиф Сталин после побега из ссылки.

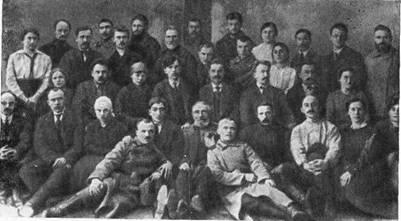
Группа политических ссыльных в Минусинске в 1916 году. Сидят во втором ряду: Р. Н. Шагов (четвертый справа), Ф. Н. Самойлов (пятый справа); стоят: Ю. Гавен (второй слева), А. Спундэ (десятый слева), А. Оввян (тринадцатая слева).

После раскрытия группы в 1912 году была сослана в Сибирь, в 1916 году переехала в Минусинск, где сблизилась с Яном Дауманом (Гавеном). Со временем стала его партийным товарищем и женой. После Февральской революции в 1917 году была избрана секретарем Минусинского Совета рабочих депутатов.
В конце 1917 года года вслед за Гавеном переехала в Таврическую губернию, работала его помощником. С 1921 года секретарь бюро армянской секции Крымского обкома РКП(б), член редколлегии газеты «Колокол Коммуны».
8-16 марта 1921 года делегат с совещательным голосом X съезда РКП(б) в Москве от КрАССР.
С 1923 года руководила организацией МОПР в Крыму, обществом «Друг детей», участвовала в обустройстве репатриированных из Турции армян. В 1925 году была принята во Всесоюзное общество старых большевиков по рекомендации Е. Стасовой, С. Орджоникидзе. Работала заведующим Детским городком имени 3-го Интернационала в Москве, шефствовала над детской колонией беспризорных в Зачатьевском монастыре, где и жила с детьми. Инженер ЦЭС. Училась в Сельхозакадемии имени Тимирязева.

### Репрессии
Её муж Ю. П. Гавен, на тот момент бывший работник Госплана СССР, был арестован 4 апреля 1936 года как троцкист. Расстрелян в Москве 4 октября 1936 года. Впервые жена была арестована 15 апреля 1936 года. Осуждение 10 ноября 1936 года по ст. ст. 17-58-8, 58-11 УК РСФСР Военной коллегией Верховного суда СССР. Приговор: 10 лет тюрьмы с поражением в правах на 5 лет и конфискацией имущества. Отбывала наказание в Соловках.
Повторно осуждена 10 октября 1937 года особой тройкой УНКВД ЛО к ВМН (расстрелу). Расстреляна 4 ноября 1937 года в урочище Сандормох (Карельская АССР) в так называемом Соловецком этапе. Похоронена в неустановленной могиле.
Реабилитирована.

## Примечание
1. 1 2 3 4  В.Баранченко. Гавен. М.: Молодая гвардия, 1967. — (Жизнь замечательных людей).
2. 1 2 3 4  Ленинградский мартиролог. — СПб.: Издательство Российской национальной библиотеки, 2007. — Т. 6.
3. 1 2  Стойкость, неутомимость, отвага… : [Очерки о рев., парт. и хоз. деятельности большевиков] / В. Е. Баранченко; [предисл. И. Донкова] .- М. : Моск. рабочий , 1988—171,[2] с.портр.;20 см — Содерж.: О Е. А. Елагиной, К. И. Ландере, Н. Н. Мандельштаме, Д. И. Ефремове, С. С. Захарове, Д. Н. Бассалыго, Ю. П. Гавене, А. С. Оввян. — Библиогр.: с. 170—172. — ISBN 5-239-00114-6
4. ↑  Делегаты X-го съезда РКП(б) 8 - 16.3.1921. Справочник по истории Коммунистической партии и Советского Союза 1898 - 1991 (2020). Дата обращения: 27 июля 2024. Архивировано 15 июля 2023 года.
5. 1 2 3  Оввян Арменун Смбатовна. Сандормох. Мемориальное кладбище. Фонд Иофе (2024). Дата обращения: 27 июля 2024. Архивировано 27 июля 2024 года.